# Arcturides acuminatus
Arcturides acuminatus is een pissebed uit de familie Arcturididae. De wetenschappelijke naam van de soort is voor het eerst geldig gepubliceerd in 1957 door Sheppard.